# Зелёная розелла
Зелёная розелла (лат. Platycercus caledonicus) — птица отряда попугаеобразных.

## Внешний вид
Длина тела 34-36 см, хвоста 15-17 см. Окраска оперения имеет много разных тонов и оттенков. У одних верхняя часть тела коричневая с каймой голубого цвета. Шея, грудь и темя жёлто-зелёные, а горло синее. Лоб красного цвета. У других шея, голова, брюшко ярко-жёлтые. Лоб тоже красный, а плечи чёрно-коричневые с зелёным окаймлением. Самцы чуть крупнее самок, у самок окраска горла менее интенсивная с оранжевым отливом.

## Распространение
Обитает в Австралии и острове Тасмания.

## Размножение
В кладке 5-6 яиц. Насиживание длится 3 недели. Птенцы вылупляются слепыми, прозревают через 10 дней. Примерно к месячному возрасту они оперяются.

## Содержание
Легко приручается, обладает миролюбивым спокойным характером, не криклива, но содержится реже, чем другие розеллы.

## Классификация
Вид включает в себя 2 подвида:
- Platycercus caledonicus brownii (Kuhl, 1820)
- Platycercus caledonicus caledonicus (Gmelin, 1788)